# Black Terror
Black Terror es un personaje ficticio de los cómics de la Edad de Oro.
Apareció por primera vez en el número 9 de Exiting Comics publicado por Nedor Comics en enero de 1941.
Algunas de las historias originales de Black Terror fueron escritas por Patricia Highsmith antes de ser una aclamada novelista.
El personaje ha sido revivido varias veces en su historia, incluyendo AC Comics, Eclipse Comics, America's Best Comics, Dynamite Entertainment y L'Artesa, este último siendo un trabajo novelizado.
Desde la década de los 80 del siglo pasado, Black Terror está bajo Dominio Público, es por ello, que muchas editoriales se lanzaron a escribir nuevos cómics e historias sobre él.

## Historia de la publicación
Aparece por primera vez en Exciting Comics, en la edición de enero de 1941 publicado por Nedor Comics. Fue uno de los superhéroes más conocidos hasta 1949.

### Otras publicaciones
1983 - AC Comics.
1986 - Alter Ego
1989 - Ellipse Comics
1991 - America's Best Comics
2008 - Image Comics
2008 - Wild Cat Books
2011 - Dynamic Comics
2009 - Metahuman Press
2009 - Heroes Inc.
2011 - Broken Soul Press - Course of the Black Terror
2011 - Moonstone books
2017 - Ediciones L'Artesa. Formato novelizado.
2023 - Antartic Press - N°34 Exciting Comics "The Golden Age"